# Хайнрих фон Притвиц унд Гафрон
Хайнрих фон Притвиц унд Гафрон (на немски: Heinrich von Prittwitz und Gaffron) е немски офицер, служил по време на Първата и Втората световна война.

## Биография

#### Ранен живот и Първа световна война (1914 – 1918)
Хайнрих фон Притвиц унд Гафрон е роден на 4 септември 1889 г. в Зицмансдорф, Германия. Син е на немския аристократ и адмирал Бернхард Ото Курт фон Притвиц унд Гафрон. През 1908 г. се присъединява към армията като офицерски кандидат. През 1909 г., вече като втори лейтенант, е зачислен към 3-ти улански полк. Участва в Първата световна война.

##### Междувоенен период
След нея е приет в Райхсвера, а скоро след това е прехвърлен в танковия клон на организацията.
На 1 април 1935 г., вече оберстлейтенант, поема командването на 2-ри танков полк. На 1 януари 1936 г. е издигнат в чин оберст. Взема участие в окупацията на Австрия и Судетска област, след което на 10 ноември 1938 г. му е поверено командването на 2-ра танкова бригада.

#### Втора световна война (1939 – 1945)
На 1 октомври 1939 г. е издигнат в чин генерал-майор. Между 1 октомври 1940 и 22 март 1941 г. командва 14-а танкова дивизия, а след това поема 15-а танкова дивизия. На 10 април 1941 г. е убит близо до Тобрук от противотанков снаряд. На 1 април 1941 г. посмъртно получава званието генерал-лейтенант.

## Военна декорация
- Германски орден „Железен кръст“ (1914) – II (?) и I степен (?)
- Германска „Танкова значка“ (?)
- Германски орден „Железен кръст“ (1939, повторно) – II (?) и I степен (?)
- Рицарски кръст (?)